# Fabio Ferraro
Fabio Ferraro, né le 3 septembre 2002 à Hal en Belgique, est un footballeur belge qui joue au poste de défenseur au FCV Dender EH.

## Biographie

### En club

#### Jeunesse et formation
Fabio Ferraro débute sa formation au RAEC Mons jusqu'en 2015. Il part ensuite à l'Excel Mouscron avant de s'engager à l'AFC Tubize. Après deux ans, il fait son retour à Mouscron. En 2019, il passe par les équipes de jeunes du Charleroi SC.

#### Charleroi SC
Le 22 octobre 2021, il fait ses débuts avec l'équipe première de Charleroi en entrant au jeu pour Joris Kayembe à la 71e minute lors de la rencontre de la 12e journée de championnat contre le RFC Seraing (victoire, 1-3),,. Cinq jours plus tard, lors du match de coupe de Belgique contre Lommel perdu aux tirs au but, il remplace Jackson Tchatchoua à la 71e minute,. Lors la dernière journée des play-offs européens, il remplace Ali Gholizadeh dans les arrêts de jeu contre La Gantoise (victoire 1-2),.

#### RWD Molenbeek
En juillet 2022, libre de tout contrat, il signe pour deux ans avec une option pour une année supplémentaire au RWDM,. Lors des quatre premiers matchs, il est remplaçant. Ce n'est qu'à la fin du mois de novembre qu'il fait son retour dans l'équipe. Son retour coïncide avec une période creuse pour le RWDM : après avoir réussi à glâner 19 points sur 21, le RWDM enregistre un 0 sur 6 contre le Jong Genk et le Club NXT.
Après quatre matches consécutifs sans jouer, il est titulaire pour la première fois le 4 février 2023 pour la rencontre à domicile contre le SL16 FC lors de l'avant-dernière journée de championnat, remplacé par Vinícius Lopes dix minutes avant la fin de la rencontre,. Après avoir été remplaçant, entré en fin de match contre le Beerschot VA (victoire, 0-1), lors de la dernière journée de championnat régulier, et à la mi-temps face au Lierse SK (victoire, 3-1), lors de la première journée des play-offs de promotion, il est titulaire lors de la deuxième journée face au SK Beveren (défaite, 2-1) et, une fois de plus, il est remplacé à 10 minutes de la fin du match,. Il est ensuite remplaçant à six reprises lors des huit journées suivantes de play-offs, que le RWDM remporte le 13 mai 2023, entrant au jeu à quatre occasions.
Lors de la journée d'ouverture de la saison 2023-2024 de la Jupiler Pro League, le 29 juillet 2023, il entre au jeu à la place de Xavier Mercier à un quart d'heure du terme face au KRC Genk (défaite, 0-4),.

#### FCV Dender EH
En août 2023, il rejoint le FCV Dender EH pour deux ans,. Il fait ses débuts avec son nouveau club le 12 août 2023, lorsqu'il entre en jeu pour Stefano Marzo à la 66e minute de la rencontre de Challenger Pro League contre le RFC Liège (victoire, 0-1). Fabio Ferraro dispute dix-sept rencontres au total, titulaire lors des six dernières journées de championnat et vice-champion, il est promu au sein de l'élite au terme de la saison et réintègre ainsi la première division belge.
Il est titulaire dès la 1re journée de la saison 2024-2025 face à l'Union Saint-Gilloise (partage, 0-0) et ne quitte le noyau de base qu'à une seule occasion, remplaçant lors de la 14e journée contre Oud-Heverlee Louvain (partage, 1-1), participant ainsi à l'entièreté des trente rencontres de la saison régulière. Il inscrit son premier but professionnel lors de l'ultime journée des Europe Play-offs face au KV Malines (partage, 2-2).

## Palmarès

### En club
|  |  | RWD Molenbeek - Championnat de Belgique de deuxième division (1) : - Champion : 2023. |  | FCV Dender EH - Championnat de Belgique de deuxième division : - Vice-champion : 2024. |